# Prešov

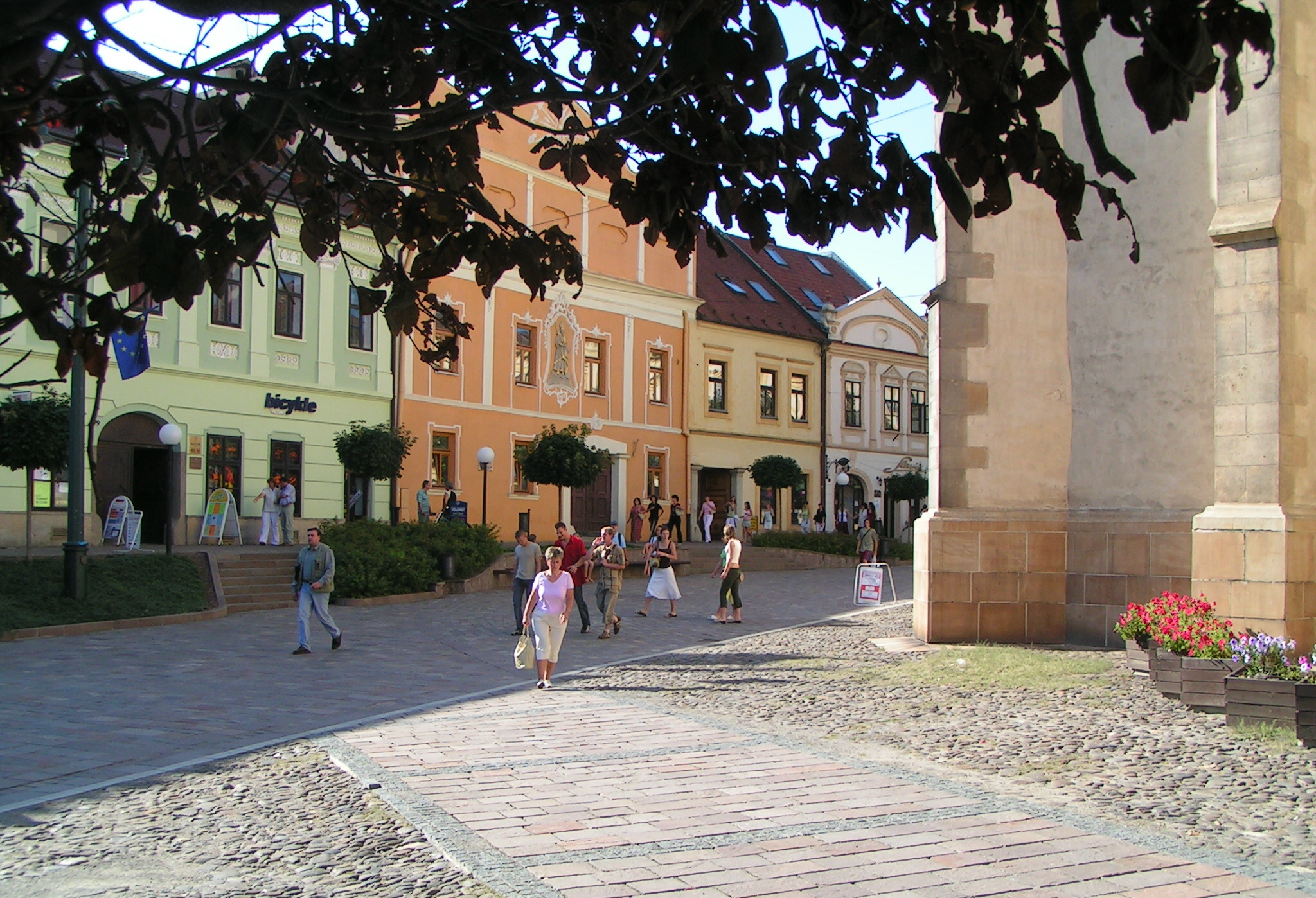
Residenze storiche e S. Nicolaus Chiesa

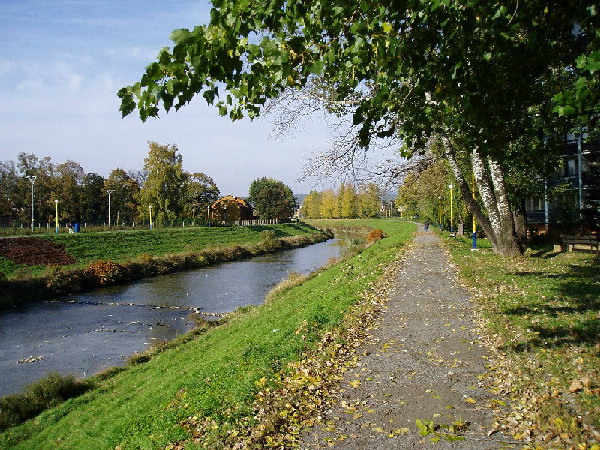
Fiume Torysa presso Prešov

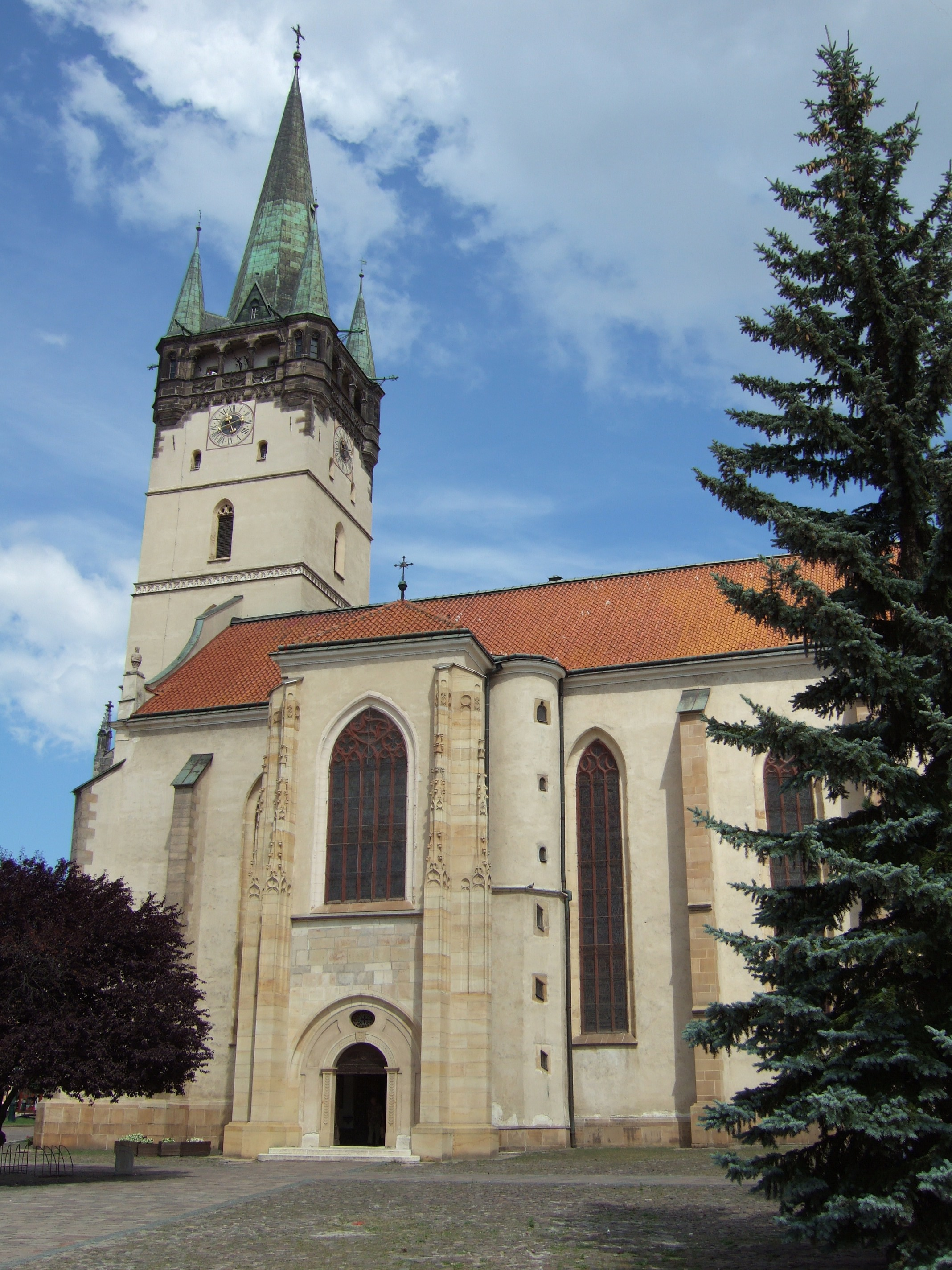
Concattedrale di San Nicola a Prešov

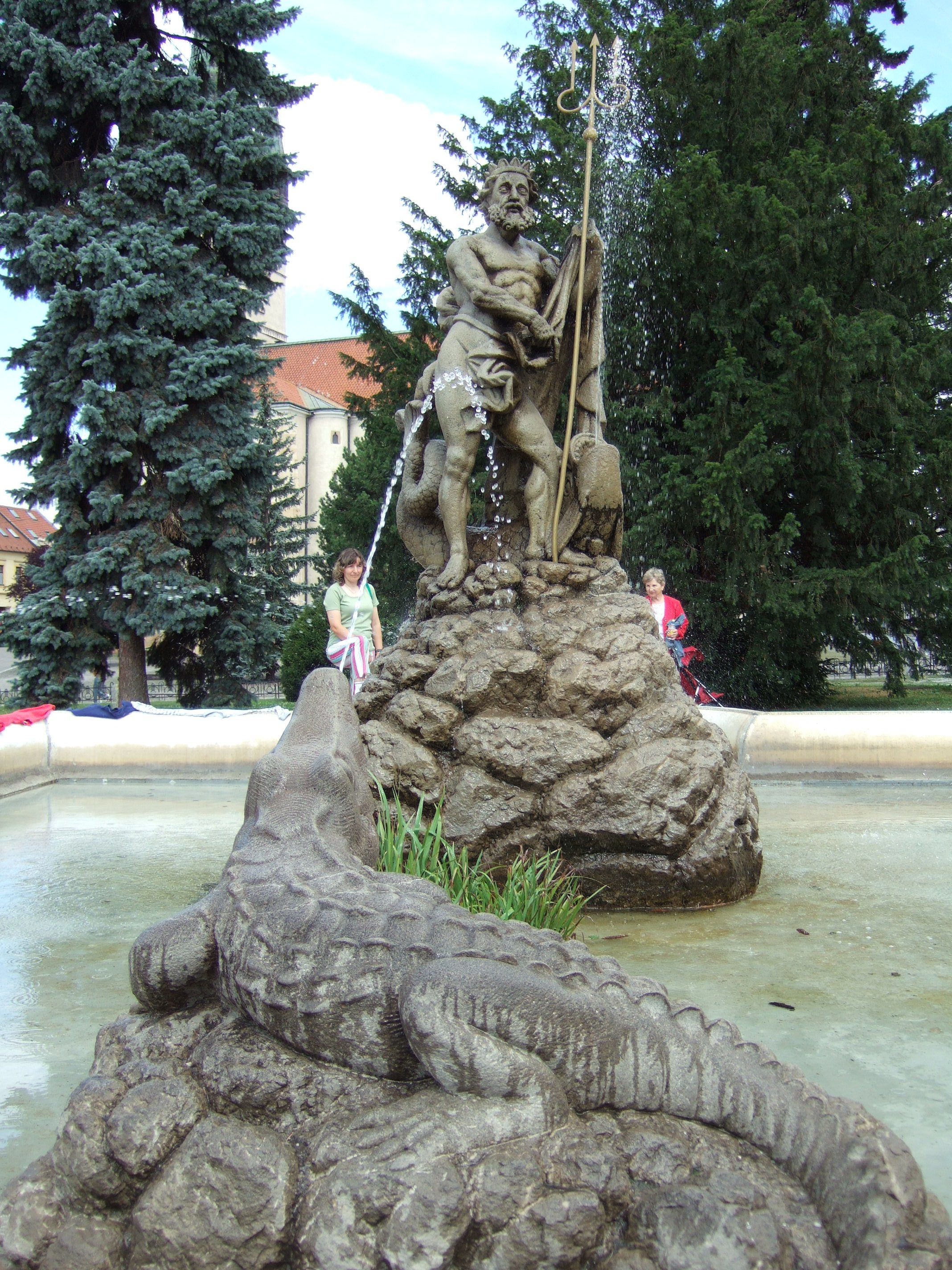
Fontana di Nettuno in via Hlavná a Prešov

Prešov (in ungherese Eperjes, in tedesco Preschau o Eperies, in polacco Preszów, in russino ed in ucraino Пряшів, Prjašiv, in romaní Peryeshis) è una città della Slovacchia. capoluogo del distretto e della regione omonimi.
Con una popolazione di quasi 90 000 unità, è la terza maggiore città del Paese.

## Geografia
Prešov è situata nella Slovacchia orientale, nella valle del fiume Torysa, alla confluenza con il suo immissario Sekčov. 
Prešov è a soli 33 km a nord di Košice, ed è collegata con questa città tramite un'autostrada.

## Caratteristiche
Nel 2001, il 93,7% degli abitanti erano slovacchi, ma tra le minoranze più significative c'erano ruteni (1,4%), zingari (1,2%) e cechi (1%). Le retribuzioni medie e il tasso di occupazione a Prešov sono sotto la media nazionale; le più importanti industrie della città includono imprese di ingegneria meccanica e elettrica e industria del vestiario. Nella città opera anche l'unica miniera di sale della Slovacchia.
Più di 10 000 studenti sono immatricolati alle due principali istituzioni di istruzione post-secondaria della città: l'Università di Prešov con 8 facoltà oltre quella di Tecnologia Manifatturiera, e l'Università Tecnica di Košice. Prešov è anche sede di un'arcieparchia greco-cattolica, di un vescovado luterano e di un arcivescovo ortodosso.
Prešov è una città importante sotto il profilo culturale: nella nuova sede del Teatro Jonáš Záborský si tengono concerti, opere, operette e opere teatrali, come anche avviene nella vecchia sede del teatro.
La città mostra elementi di barocco, rococò e architettura gotica. Nell'antico centro (Staré Mesto), sulla via principale si affacciano chiese e numerose case antiche costruite in questi stili. Fra queste spicca la concattedrale di San Nicola al centro della strada maestra. Nei quartieri periferici, invece, l'influenza sovietica è evidente, nei casermoni popolari spogli; l'architettura socialista è anche evidente in alcuni palazzi del governo vicino al centro.

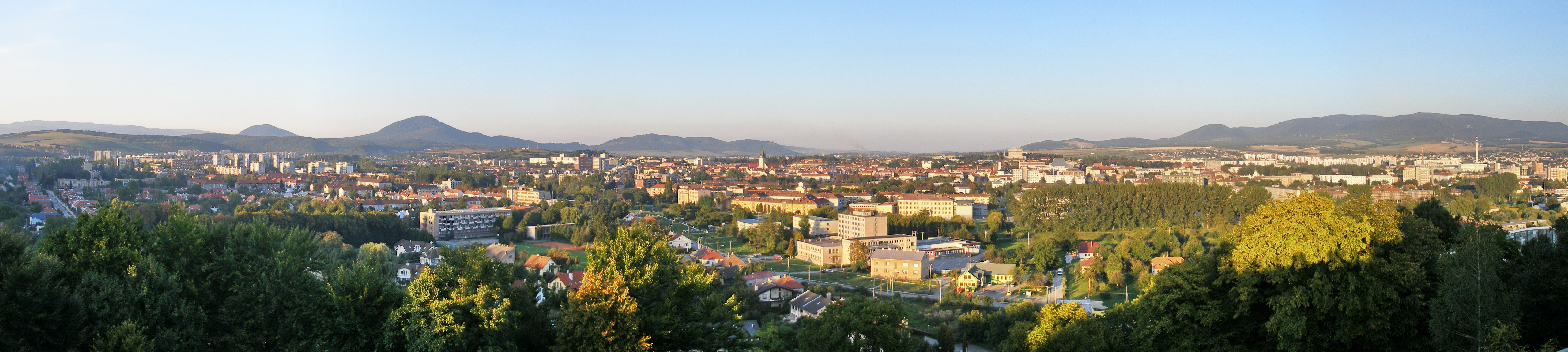
Panorama di Prešov

## Storia
La regione di Prešov è abitata sin dal Paleolitico. Gli utensili più antichi ritrovati e le ossa di mammuth sono vecchi di 28 000 anni. Gli slavi vivono nella zona della città dal IV o V secolo dopo Cristo.
Con la fine dell'XI secolo la città passò sotto il controllo del Regno d'Ungheria e i soldati ungheresi si stabilirono nella città. nel XIII secolo i coloni tedeschi si stabilirono a Prešov dalla regione di Spiš.
La prima menzione scritta di Prešov risale al 1247. Nel 1299 la città ricevette i privilegi da città, e nel 1374 fu dichiarata libera città reale, il che fece sviluppare i commerci (specialmente le esportazioni di vino dalla regione del Tibisco verso la Polonia). Nel XV secolo Prešov si unì alla Pentapolitana, un'alleanza di cinque città della Slovacchia dell'est (Bardejov, Levoča, Košice, Prešov, e Sabinov).
I primi riferimenti a una scuola in città risalgono al 1429. Nel 1572 iniziò ad essere operativa una miniera di sale a Solivar (a quel tempo una città vicina a Prešov, mentre oggi ne fa parte). L'accresciuta importanza della città la fece diventare nel 1647 sede del comitato di Šariš.
Nel 1667 fu stabilito un importante Collegio Evangelico Luterano in città. Nel 1687 24 cittadini e nobili subirono un'esecuzione, ad opera del maresciallo di campo imperiale Antonio Carafa, per aver supportato la rivolta di Imre Thököly.
All'inizio del XVIII secolo la popolazione fu decimata dalla peste bubbonica e fu ridotta a circa 2 000 persone. Dalla seconda metà del secolo la popolazione tornò a crescere, i commerci rifiorirono e furono fondate nuove fabbriche.
Nel 1873 fu costruita la prima ferrovia che attraversava la città. Alla fine del XIX secolo, furono introdotti l'elettricità, il telefono, il telegrafo e il sistema fognario. Nel 1887 un incendio distrusse gran parte della città. Nel 1918 Prešov, come il resto della Slovacchia, divenne parte del neonato stato della Cecoslovacchia, ma in seguito al Primo arbitrato di Vienna molte istituzioni si trasferirono da Košice (che era stata annessa all'Ungheria) a Prešov, dando maggior importanza alla città.
Durante gli anni del regime comunista dopo il 1948, la città divenne un centro industriale. La popolazione crebbe rapidamente da 28 000 persone nel 1950 a 52 000 nel 1970 e 91 000 nel 1990.

## Monumenti e luoghi d'interesse

### Architetture religiose
- Concattedrale di San Nicola, di rito cattolico, costruita in stile tardogotico tipo hallenkirche tra il XV secolo ed il 1515. È la seconda cattedrale più grande del paese dopo quella di San Martino a Bratislava.
- Cattedrale di San Giovanni Battista, di rito greco-cattolico slovacco.
- Cattedrale di Aleksandr Nevskij, di rito ceco-slovacco ortodosso.

## Infrastrutture e trasporti

### Strade
La principale via d'accesso alla città è l'autostrada D1 che attraversa la Slovacchia da ovest ad est.

### Ferrovie
La città è servita da una propria stazione ferroviaria posta lungo la linea Kysak-Muszyna.

## Amministrazione

### Gemellaggi
- Nyíregyháza
- Pittsburgh
- Nowy Sącz
- Mukačevo
- Praga 10
- Remscheid
- Keratsini
- La Courneuve
- Brugherio

## Sport

### Calcio
La squadra principale della città è il 1. FC Tatran Prešov.